# Acontia urbani
Acontia urbani är en fjärilsart som beskrevs av Felder 1874. Acontia urbani ingår i släktet Acontia och familjen nattflyn. Inga underarter finns listade i Catalogue of Life.